# Pseudohaplogonaria cerasina
Pseudohaplogonaria cerasina är en plattmaskart som beskrevs av Hooge och Smith 2004. Pseudohaplogonaria cerasina ingår i släktet Pseudohaplogonaria och familjen Haploposthiidae. Inga underarter finns listade i Catalogue of Life.